# دهه ۱۵۷۰ (میلادی)
دهه ۱۵۷۰ (میلادی) صد و پنجاه و هفتمین دهه تقویم میلادی است.

## درگذشتگان
‎